# 小田急キハ5000形気動車
小田急キハ5000形気動車（おだきゅうキハ5000がたきどうしゃ）は、1955年から1968年まで小田急電鉄（小田急）が運用していた気動車（内燃動車）である。
本項では、小田急小田原線を「小田急線」、初代3000形は「SE車」、鉄道省・日本国有鉄道など、国が直接関与していた鉄道事業をまとめて「国鉄」と表記する。また、一部仕様変更された小田急キハ5100形気動車、関東鉄道に譲渡された後の関東鉄道キハ751形気動車・関東鉄道キハ753形気動車についても記述する。

## 概要
小田急線と国鉄御殿場線との直通運転用として導入された気動車である。1968年に御殿場線が電化されるまで使用され、その後全車両が関東鉄道に譲渡された。
車両設計は国鉄のキハ45000形（キハ17形）およびキハ44600形（キハ50形）に準ずるものであるが、御殿場線の25パーミル区間での運転に備えた主機の出力増強、ブレーキ装置の改良、主機の1基もしくは2基の選択運転可能化などの特色を持たせたものとなっている。

### 開発の経緯
小田急線と御殿場線を結ぶという発想は、第二次世界大戦中に東海道本線が爆撃を受けた際に迂回路線として活用するという構想に遡り、この時には松田 - 新松田間の連絡線の一部で用地確保と工事着手がなされたが、まもなく終戦となったために実現はしなかった。しかし、終戦後の1946年に東京急行電鉄が策定した「鉄軌道復興3カ年計画」の中にも小田急線と御殿場線を直通させて新宿駅と沼津駅を結ぶ計画が含まれており、1948年に東京急行電鉄から分離独立した小田急の社内で検討が続けられていた。1947年には、駿豆鉄道が小田原から小涌谷までの路線バスの運行免許申請を行い、これに箱根登山鉄道が反対の立場をとるなど、バス路線の免許について争いが生じていた（→箱根山戦争・伊豆戦争）ことから、小田急では箱根への観光ルートとして御殿場からのルートにも注目していた。
この時期、国鉄では地方線区の気動車化を進めるために総括制御方式の気動車の研究と開発を進めており、1952年には液体変速機による総括制御方式を採用したキハ44500形（キハ15形）気動車が導入された。1953年5月にはこのキハ44500形にて御殿場線で勾配線での試験を行なったが、上り25‰の勾配での均衡速度は D52形蒸気機関車牽引の旅客列車よりも低い 25km/h程度であった。その後、1954年には勾配線区用にエンジンを2基搭載したキハ44600形（キハ50形）を導入し、上り25‰の勾配での均衡速度は45km/hに向上したものの、全長が22mと長大であったため、分岐器の通過に保安上の問題があった。
同じ頃、前述の通り御殿場からの観光ルートに注目していた小田急では、1952年に国鉄に対し御殿場線への直通運転の申請を行った。国鉄と調整を進めると同時に、20m級の全長でエンジンを2基搭載した御殿場線直通用の気動車を、東急車輛製造とともに開発を進めていた。
こうした経緯で導入されたのが、小田急では初の気動車となるキハ5000形である。

## 車両概説
本節では、登場当時の仕様を記述する。なお、キハ5100形での変更点については別途記述する。

### 車体
車体長20000mm・全長20560mmの全金属製車体で、車体幅は当時の地方鉄道法による車両限界の2744mmに収めつつタブレット防護網を設置する関係で2620mmと狭くなった。車体構造は2100形と同様の軽量構造であり、台枠横梁には軽量穴が設けられているが、通常の気動車と異なり外板が2.3mm、屋根は1. 6mmと電車と同じ板厚であった。塗装デザインは腰部と上部が青色、窓周りが黄色という当時の特急色であったが、1700・2300形の側面に設置されていた小田急ロマンスカーのシンボルである「ヤマユリ」のアルミ製エンブレム紋章は設置されず、代わりに社紋が設置されていた。
正面は貫通型3枚窓で、貫通路脇にはクロムメッキの手摺を設けている。2100形同様の貫通扉付きのスタイルであるが、2100形よりも正面が丸みを帯びており、正面窓が幅800mmと大きい（2100形は700mm）などの特徴がある。
客用扉は乗務員室の助士席後方に幅850mm（開口幅800mm）で手動の片引扉が各1箇所設置された。室内側の扉下部には高さ220mmのステップがあり、御殿場駅と新宿駅の2種のホーム高さに対応するよう、新宿駅で使用し、御殿場駅では折畳まれる補助踏段が設けられていた。なお、床面高さは1200mmで、電車より30 - 40mm程度高かった。また、乗務員室扉左右の手摺は通常の縦方向の手摺ではなく、2200形2次車（2209×2-2212×2）や2300形と同様のステップ状のものであった。
側面窓は軽合金製窓枠の2段上昇窓で、高さ850mm×幅1000mm（乗務員室直後の窓のみ幅800mm）、窓柱の幅は320mmであった。
なお、国鉄乗入れに関係する装備は以下の通り。
- タブレット閉塞式であった御殿場線の通過駅でのタブレット交換に備え、乗務員室運転席側の次位の側面窓および乗降扉窓にタブレット防護網を設置。
- 反転式赤色円板付の尾灯を正面下部左右に設置し、小田急線内用の通過表示灯は他の車両と同様に正面上部左右に設置。
- 側面に他の車両と同様の号車表示板差しと行先表示板差しに加え、列車種別板差しを設置。

### 内装
内装は壁面がクリーム色の2.5 mmデコラ板、天井が白色の1.2mm鋼板、櫛桁は5 mm防火合板、床は1.6 mmの鋼板に3 mmの暗緑色の床材で構成され、座席はエンジ色のビニロン製モケットの座布団と背摺にビニール製の白色枕カバーが付き、カーテンはクリーム色、荷棚などの金物は真鍮にクロムメッキのものであった。
座席は扉間に片側12組、合計24組の固定式クロスシート（ボックスシート）を配置したほか、御殿場側の乗務員室直後の運転席側は前向き座席を設置し、一方で車両中央部の排気管が通る場所にはボックスの片側の座席を設けておらず、定員は座席94名（予備席5名）であった。シートピッチは定員を確保するために1320 mmに設定されたが、優等列車用のボックスシートとしては狭く、開業時の101・121形で1394 mm、201形で1400 mm、国鉄のキハ45000系（キハ10系）気動車で1430-1450 mm、キハ44800系（キハ55系）準急型気動車で1470 mmであった。
94名という定員となった経緯は、「御殿場線直通列車は気動車単行による運行を基本とする」ことが固まりつつあった時期、営業部門から車両部門に対して気動車の定員について照会した際に、車両部門は、国鉄客車の標準的な定員が88名であったことから「両端のデッキを運転室とみなして扉と便所の分を差し引く」と説明したものの、営業部門が誤って100名から扉と便所の分を差し引いた定員94名で収支計算を行い、これが役員会でも承認されてしまったたためである。
室内灯は40 Wの白熱灯を15個・20 Wの白熱灯を11個使用した。
暖房装置は主機の排気暖房と軽油燃焼式温風暖房を併用しており、前者は室内左右の側壁面下部に暖房管が通されており、後者は室内中央の排気管部横に計2台が設置されていた。
便所は新宿寄り乗務員室の運転席側後方に設置し、その上部天井裏には水タンクが設置されていた。

### 主要機器
台車を除いて、国鉄と仕様を合わせた機器が多く採用されている。
主機は振興造機製のDMH17B1ディーゼルエンジンを採用した。DMB17B1は水冷4サイクル、直列8気筒、排気量16.98lで国鉄DMH17Bからの変更点は以下の通り。
- 予燃焼室形状やピストン頂部形状の変更により、予燃焼室対全燃焼室比を40%として圧縮比を16から17へ変更、また、墳口数も変更。
- 燃料噴射ポンプをプランジャ径8mmのボッシュPE8B80から9mmのボッシュPE8B90に変更。
- 軸受メタルを変更。
- シリンダーライナーに硬質クロムメッキのものを使用し、これに合わせてピストンリングも変更して第2・第3リングはテーパーリングとすることで、50,000 km走行時に再ボーリングが必要であったものを、200,000 km走行まで使用可能とした。
- セルモーターを6HPから7HPに、ピニオンの作動方式を変更。
- 上記変更により定格出力を160PSから180PSに増強し、また、燃料消費率も195g/PS/hから190g/PS/hと若干改善されている[注釈 8]。

動力伝達方式は液体式であり、液体変速機は国鉄気動車と同じ振興造機製のTC-2を採用した。
制動装置（ブレーキ）は、国鉄気動車のDA-1元空管式自動空気ブレーキに中継弁を追加して改良を施した日本エヤーブレーキ製のDAR自動空気ブレーキとして、ブレーキの遅れの解消と空気消費量の減少を図った。空気圧縮機はレシプロ式3気筒、容量630l/minのC-600を搭載し、機関からベルト駆動する。
電気回路は基本的にはキハ50形と同一であるが、2基の機関を別個に始動・停止ができるようにしたほか、表示灯回路も機関ごとに設置、電源回路を2機の発電機ごとに2ブロックに分離、帰路回路を帰路スイッチ経由でバッテリーに戻す回路に変更するなどの改良がなされた。
台車は、国鉄気動車の標準であったDT19形・TR49形ではなく、東急車輛製造製の9mm厚のプレス鋼板を溶接で組み立てたウイングバネ式・オイルダンパ装備の1軸駆動台車であるTS-104形を採用した。車輪径は860mm、固定軸距は2,000mmである、下り勾配での制動力確保のため、基礎制動装置はクラスプ式（両抱式）とした。
そのほか、オイルダンパはDV-1C、軸ばね部のウイングボックスは鋳鋼製で、車輪は鋳鋼製スポーク輪心であった

### 増備車における変更

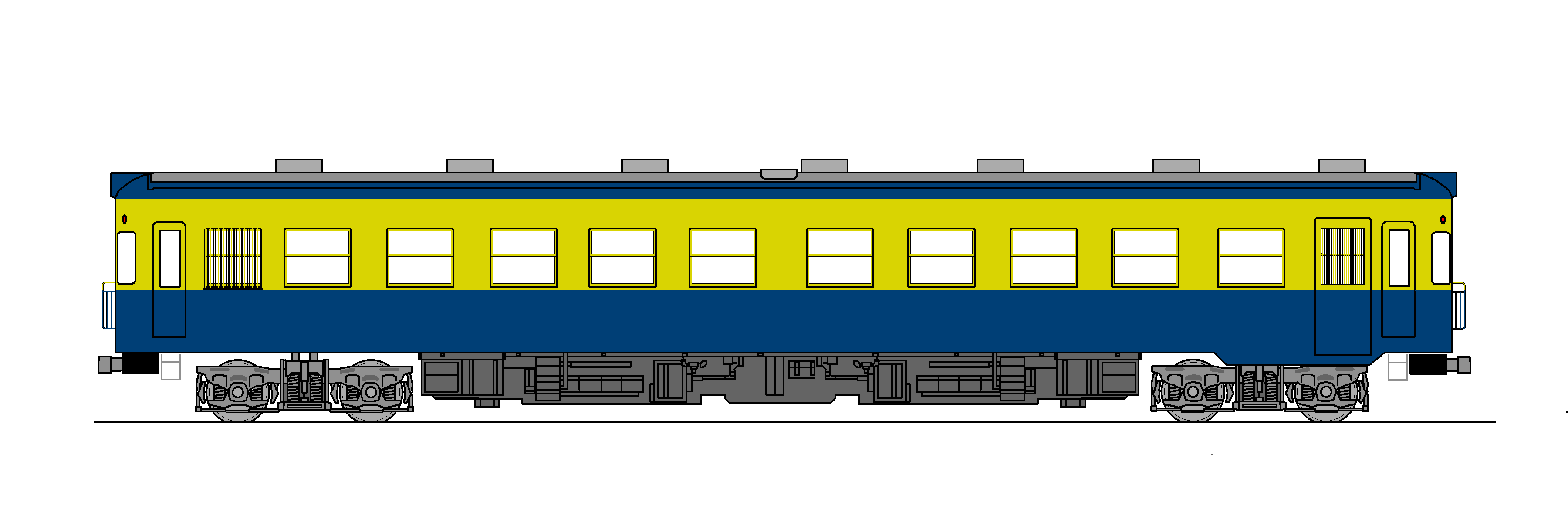
キハ5100形

キハ5100形におけるキハ5000形からの変更点は以下の通り。
- 客室の座席を扉間に片側10組、合計20組のボックスシートとしてシートピッチを1520mmに拡大して座席定員を82名とし[3]、車両中央部の排気管はボックスの背もたれの間を通している[3]。
- 側面窓の幅は同一であるが、シートピッチ変更に伴い、窓柱を520mm幅（車体中央の排気管が通る部分のみ、その分幅広となっている）に変更[4]。
- 同じくシートピッチ変更に伴い、室内灯を40Wの白熱灯11個と20Wの白熱灯10個に変更[1]。
- トイレを長さ840mm×幅840mmから長さ940mm×幅875mmに拡大[20]。
- 正面の曲面をRが大きいものへ変更し、正面窓の幅を800mmから730mmに変更[20]。このため、一般的な小田急スタイルに近くなっている。
- 乗務員室を前後方向の長さを1000mm[4]から1100mmに拡大[4]。
- 主機をDMH17Bに変更[3]。
- 台車をTS-104からTS-104Aに、車輪をプレート輪心のものに変更。

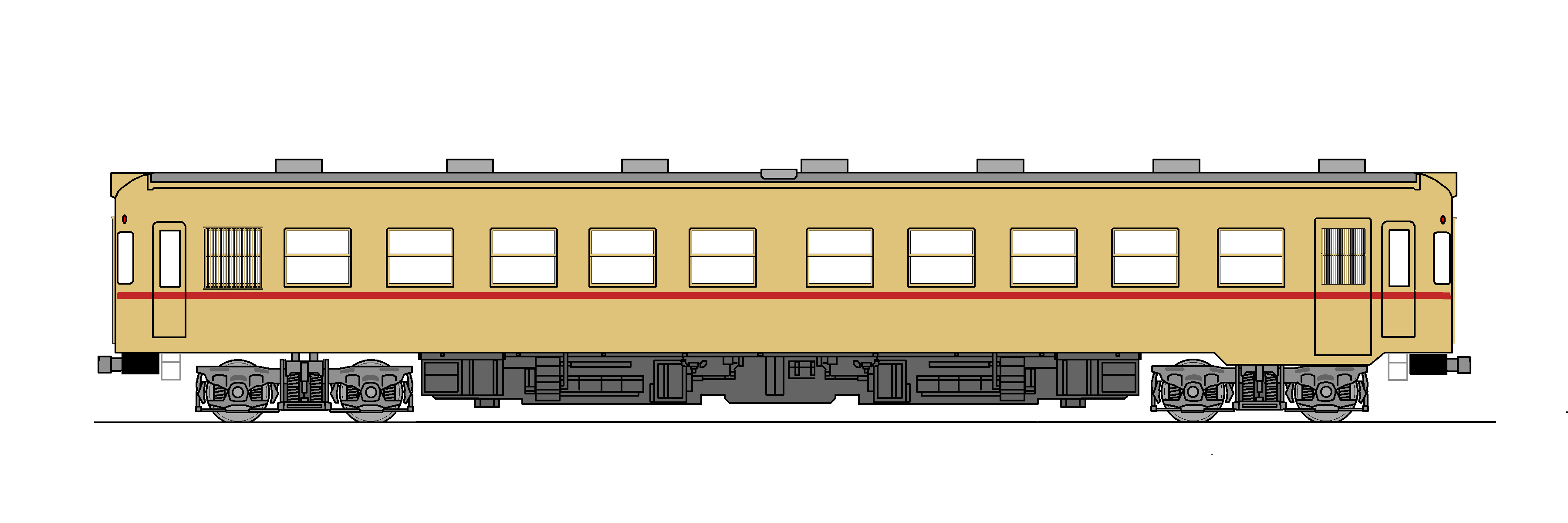
キハ5102

さらに、キハ5100形5102における変更点は以下の通り。
- 車体塗装を当時の社長の安藤楢六が東京都電を基に決定した[29]、クリーム色に朱色の帯が入る、国鉄の準急用気動車に似たデザインに変更[3]。これは従来の青色と黄色の旧特急色が一般車の2200形にも使用されるようになった一方、2300形が特急車から一般車に改造されてこの塗装が特急色ではなくなっていたため、新たな塗装が採用されたものである[18]。
- 正面の貫通路に幌枠を設置[30]し、貫通路の手摺を省略。
- 正面下部のステップを小型化、また、正面窓上部の手摺の長さを短いものに変更。
- 前照灯をシールドビームに変更。
- 室内灯を蛍光灯に変更。
- 主機を振興造機製の[要出典]DMH17Cに変更[3][注釈 13]。

## 沿革

### キハ5000形による運行の開始
1955年9月5日に車両が入線、運行開始の3週間ほど前から試運転が開始された。試運転では平坦な区間で101km/h、25‰勾配の区間でも50.5km/hの速度を記録している。9月27日には報道向け公開も行われた。これに先立ち、同年8月からは気動車乗務員の養成のため、国鉄の乗務員養成所で運転士5名・車両関係者8名を含む16名の実習が行われた。
同年10月1日のダイヤ改正から1日2往復（午前1往復：「銀嶺」、午後1往復：「芙蓉」）で運行を開始した。小田急線内での列車種別は”特別準急”、国鉄線内での列車種別は”準急”で、正面貫通扉に列車名が記載された丸型のヘッドマークをつけていた。また、途中停車駅は松田のみで国鉄線内を含む全行程を小田急の運転士と車掌が担当していた。列車は号車指定の座席定員制で、座席の指定は行なわれなかったほか、いわゆる「走る喫茶室」の営業はなかったものの、小田急サービスビューロー（現小田急商事）の販売員1-2名により車内販売が行われた。
蒸気機関車の牽引する客車列車ばかりだった御殿場線内で、黄色と濃青色に塗られたキハ5000形は、沿線各地からは歓迎されたという。一方、狭いシートピッチには苦情が続出し、また、乗務員室が狭く、進行方向左側にホームがある場合のタブレット交換では、運転士が起立した状態での運転を余儀なくされた。1955年10月1日の改正での運用は以下のとおりで所要時分は約105分であった。
- 905「銀嶺」 新宿7:30→御殿場9:13
- 906「銀嶺」 御殿場10:35→新宿12:20
- 907「芙蓉」 新宿13:25→御殿場15:11
- 908「芙蓉」 御殿場17:40→新宿19:26

### 増結・増発とキハ5100形の増備
運行開始後の御殿場線直通列車は、通常は単行運転が基本であったが土休日には2両編成で運行することもあり、定期検査などがあると予備車もなく増結も出来ない状態になるため、車両増備が行なわれることになり、増備車は苦情の多かったシートピッチを拡大した新形式キハ5100形となった。キハ5100形5101は1956年6月10日より運用開始し、同年7月より多客時の3両編成での運行が開始された。
1957年当時の運用は以下のとおり。
- 回2905B 経堂6:59→新宿7:15
- 2905「銀嶺」 新宿7:30→御殿場9:10
- 2906「銀嶺」 御殿場10:40→新宿12:20
- 回2906A 新宿12:24→経堂12:40
- 回2907B 経堂12:59→新宿13:15
- 2907「芙蓉」 新宿13:30→御殿場15:18
- 2908「芙蓉」 御殿場18:02→新宿19:42
- 回2908A 新宿19:51→経堂20:18

1959年7月から特別準急を2往復から4往復に増発することになり、同年6月にキハ5102を増備して、7月2日から1日4往復（「銀嶺」、「朝霧」、「芙蓉」、「長尾」）での運行となった。また、1964年までは経堂駅から新宿駅までの入出庫時には2運用で個別に回送列車が設定されていたが、朝ラッシュ時の運行本数増に伴い、同年11月5日のダイヤ改正からは、早朝に2列車分の気動車を連結して出庫し、新宿駅で分割した上で「朝霧」に使用される車両を荷物ホームに留置して発車前の入線まで待機することとしていた。1964年11月5日改正時点での運用は以下のとおり。
| - 銀嶺 - 芙蓉 - 回2701DB 経堂6:34→新宿7:00 - 2701D「銀嶺」 新宿7:30→御殿場9:13 - 2702D「銀嶺」 御殿場10:43→新宿12:20 - 回2702DA 新宿12:24→経堂12:36 - 回2705DB 経堂13:06→新宿13:21 - 2705「芙蓉」 新宿13:30→御殿場15:18 - 2706「芙蓉」 御殿場17:57→新宿19:40 - 回2706DA 新宿19:51→経堂20:18 | - 朝霧 - 長尾 - 回2701DB 経堂6:34→新宿7:00（新宿荷扱線留置） - 2703D「朝霧」 新宿8:45→御殿場10:41 - 2704D「朝霧」 御殿場12:26→新宿14:04 - 2707D「長尾」 新宿14:31→御殿場16:24 - 2708D「長尾」 御殿場18:45→新宿20:30 - 回2708DA 新宿20:40→経堂20:56 |

夏期には特別準急は満席の日が続いたため、時には冷却水の沸騰に至ることもあり、だましだまし御殿場までたどり着いたこともあった。また、旅客需要にあわせて、午前中の御殿場行き特別準急を2-3両編成とし、御殿場駅で1-2両を分割して留置し、夕方の新宿行きで連結する運用もたびたび行われたが、冬季には冷却水が凍結してしまい、エンジンの始動に苦労したという。一方、検車区の構内運転士は気動車の運転が出来ず、入庫の際には本線の担当運転士が整備士に直接引継ぎを行なったため、運転士と整備士の意思疎通は良好だった。

### 導入後の改造など
キハ5100形導入後、キハ5000形は2両ともシートピッチを拡大する改造を行って座席定員を82名としたが、これにより窓と座席が合わなくなった。
キハ5100形5102の導入後に他の3両も同車に仕様を合わせるよう以下の通り改造が実施されている。
- 車体塗装をクリーム色に朱色の帯が入るものに変更。なお、塗装変更は1959年7月頃に3両とも実施されて5001は下記の改造も同時に実施したが、5002および5101は塗装変更が先行して改造は後日実施されており、5002は数か月、5101は半年弱程度の間、新塗装・旧形態で運行されていた[44]。
- 1959年中に室内灯の蛍光灯への変更[45]、前照灯のシールドビームへの変更、正面下部のステップの縮小と正面窓上部の手摺の短縮、貫通路の手摺の撤去と幌枠の設置が実施され[46]て連結運転時には幌で接続するようになった[7]。

その後の改造履歴は以下の通り。
- 1961年：8月に夏期の25‰勾配運転時の冷却水沸騰を防止するため、放熱器[注釈 16]に水を噴射する機関冷却水散水装置を設置[47][注釈 17]。
- 1962年：３月に天井に扇風機を設置[45][48]。
- 時期不明：正面窓および正面貫通扉窓を縮小して、窓ガラスを2400形と同一のものに変更[49]。
- 時期不明：5102の正面貫通扉のヘッドマーク掛けの位置を若干下方へ変更。

### 廃車
御殿場線が全線電化された1968年7月1日より、直通列車にはSE車を5両連接車に改造した上で運用することとなったため、キハ5000形・キハ5100形は同年6月30日で運用を終了した。
気動車を停電時の救援用に残す案もあったが、保守や油類の貯蔵を考えるとメリットがないため、4両とも1968年7月1日付で廃車となり、関東鉄道に売却された。

## 譲渡

### 関東鉄道キハ751形・753形
関東鉄道では常総線で使用することになり、外吊り式の片開き扉を増設して3扉化となり、車内の座席はロングシート化され、便所は撤去された。なお、制動装置が変更され、中継弁つきのDAR形となったとする文献もあるが、製造当初よりDAR形であった。これらの改造は日本車輌製造で行われた。走行用エンジンは2基搭載のままであったが検査の際などに適宜換装が行われ、1983年時点ではDMH17B1×1/DMH17BX×1（キハ751）、DMH17×1/DMH17B×1（キハ752）、DMH17B×2（キハ753）、DMH17×1/DMH17B1×1（キハ754）となっているが、入線後にDMH17B形に揃えられたという文献もあった。
キハ5000形から改造された車両はキハ751形、キハ5100形から改造された車両についてはキハ753形として、1968年12月に竣功、運用が開始された。なお、1969年から1970年にかけて、小田急1600形を改造したキクハ1形制御車・キサハ65形付随車が入線したが、エンジンを2基搭載するキハ751形・キハ753形と連結して運用されるなど、小田急在籍当時にはみられない編成で使用されることもあった。
その後、関東鉄道では輸送力増強のためキハ300形・キハ350形（元国鉄キハ30形・キハ35形）を大量増備し、これに伴い、キハ754が1987年9月30日に廃車となり、廃車後には新塗装デザインの検討用モデルとして使用され、4種類の塗装が施された。さらに、1988年3月31日にはキハ751・キハ753が、1988年9月30日にキハ752が廃車となり、形式消滅となった。

## 年表
- 1955年
  - 8月 キハ5000形5001、5002号車竣工。
  - 9月10日 小田急線内での性能試験および習熟訓練運転開始[35]。
  - 9月20日 御殿場線内での性能試験および習熟訓練運転開始[35]。
  - 10月1日 "特別準急"という種別で小田急新宿駅 - 御殿場駅間に、「銀嶺」・「芙蓉」の列車愛称をもって毎日各1往復ずつの運行を開始[38]。
- 1956年
  - 6月10日 キハ5101形5101号車運行開始[31]。
  - 7月 多客期に3連での運行を開始[39]。
- 1957年 キハ5000形5001、5002号車座席配置改造認可。
- 1959年
  - 5月 キハ5100形5102号車竣工。
  - 7月2日 「朝霧」・「長尾」2往復を増発し、4往復体制となる[18]。
  - 6月8日 キハ5000形5001、5002、キハ5100形5101号車室内灯蛍光灯化、前照灯シールドビーム化、幌枠設置改造認可。
  - 6月 キハ5000形5001号車幌枠設置、前面ステップ小型化、前照灯シールドビーム化改造施工、塗装変更実施[59]。
  - 9月19日 皇太子明仁親王（後の明仁上皇）が新宿 - 御殿場駅間乗車[7]。
- 1961年8月 キハ5100形に機関冷却用散水装置設置[注釈 19]。
- 1968年
  - 4月27日 御殿場線の国府津 - 御殿場間電化（東京 - 御殿場間の電車急行「ごてんば」運転開始）。
  - 6月30日 御殿場線の御殿場 - 沼津間が翌7月1日に電化されて一般の列車も電車化されることに伴い[51]、キハ5000形・キハ5100形もこの日をもって運用を終了[51]。
  - 7月1日 キハ5000形キハ5001、5002、キハ5101形5101、5102号車廃車[52]。
  - 12月13日 キハ5000形5001、5002、キハ5100形5101、5102号車を関東鉄道が譲受の認可。
  - 12月19日 キハ5000形5001、5002、キハ5100形5101、5102号車形式変更届出、それぞれキハ751形751、752号車、キハ753形753、754となる。
- 1969年1月28日 キハ751、752、753、754号車車体改造、ロングシート化改造認可。
- 1987年
  - 3月31日 キハ754号車廃車[58]。
- 1988年
  - 3月31日 キハ751、753号車廃車[58]。
  - 9月30日 キハ752廃車[58]。

## 車両一覧
- 小田急電鉄キハ5001 → 関東鉄道キハ751
- 小田急電鉄キハ5002 → 関東鉄道キハ752
- 小田急電鉄キハ5101 → 関東鉄道キハ753
- 小田急電鉄キハ5102 → 関東鉄道キハ754

## その他
当初は小田急には内燃車の運転資格を有する社員がいなかったため、日本国有鉄道千葉鉄道職員養成所で乗務員5名、助役3名と検車掛8名に教育を受けさせた。その後は社内で最初の8名により、さらに運転士5名の養成が2度行われた。
さらに「動力車操縦者運転免許に関する省令」発効後の1962年には経堂の教習所で甲種内燃車の5名の養成が行われて気動車の運転士は20名となった。なお、同様に気動車（熊谷線（廃止）のキハ2000形）を持っていた東武鉄道の運転士3名も同時に養成が行われた。
また、運行開始当初御殿場線には気動車運転士がいなかったため、小田急の運転士が全区間乗務していた。この体制は3000形への置き換え後も続き、1991年3月16日の20000形とJR東海371系による相互直通運転になった際、松田駅を境にそれぞれ自社区間の乗務員が担当するようになるまで続いた。